# Imażynizm

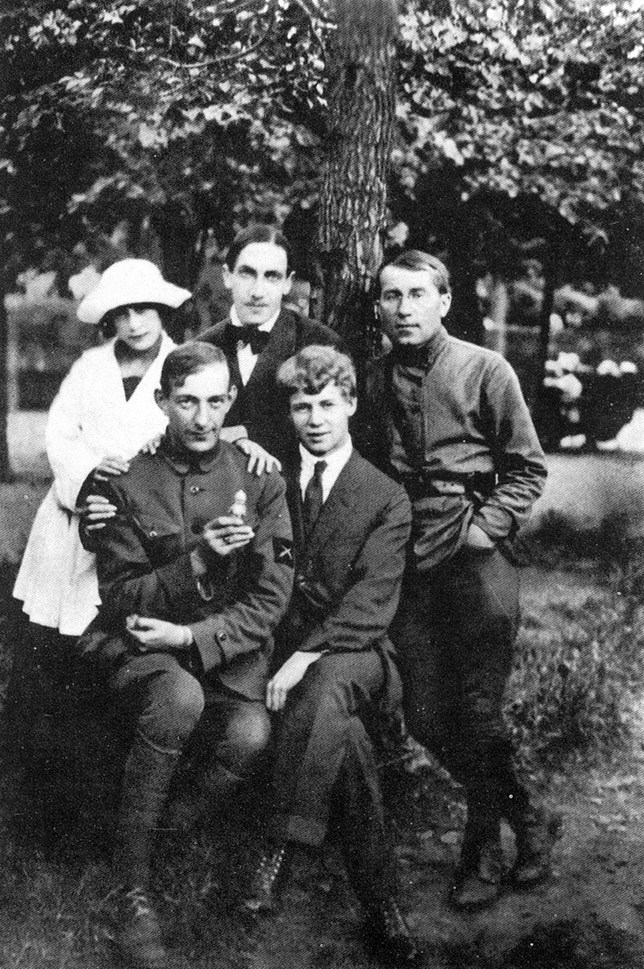
Imażyniści (1919): Jesienin, Szerszeniewicz (siedzi), Gruzinow, Marienhof, Szeryszewska (stoi)

Imażynizm - kierunek w poezji rosyjskiej w latach 20. XX wieku, wywodzący się z futuryzmu i nawiązujący do angielskiego i amerykańskiego imagizmu. Imażynizm głosił postulaty obrazowości i intuicyjności w sztuce, za podstawę poezji uznawał tzw. czysty obraz. 
Najwybitniejsi imażyniści to Siergiej Jesienin i Anatolij Marienhof.
Wśród autorów polskich wpływy imażynizmu można zauważyć m.in. w twórczości Grzegorza Timofiejewa.